# Canarium strictum
Canarium strictum là một loài thực vật có hoa trong họ Burseraceae. Loài này được Roxb. mô tả khoa học đầu tiên năm 1832.

## Hình ảnh

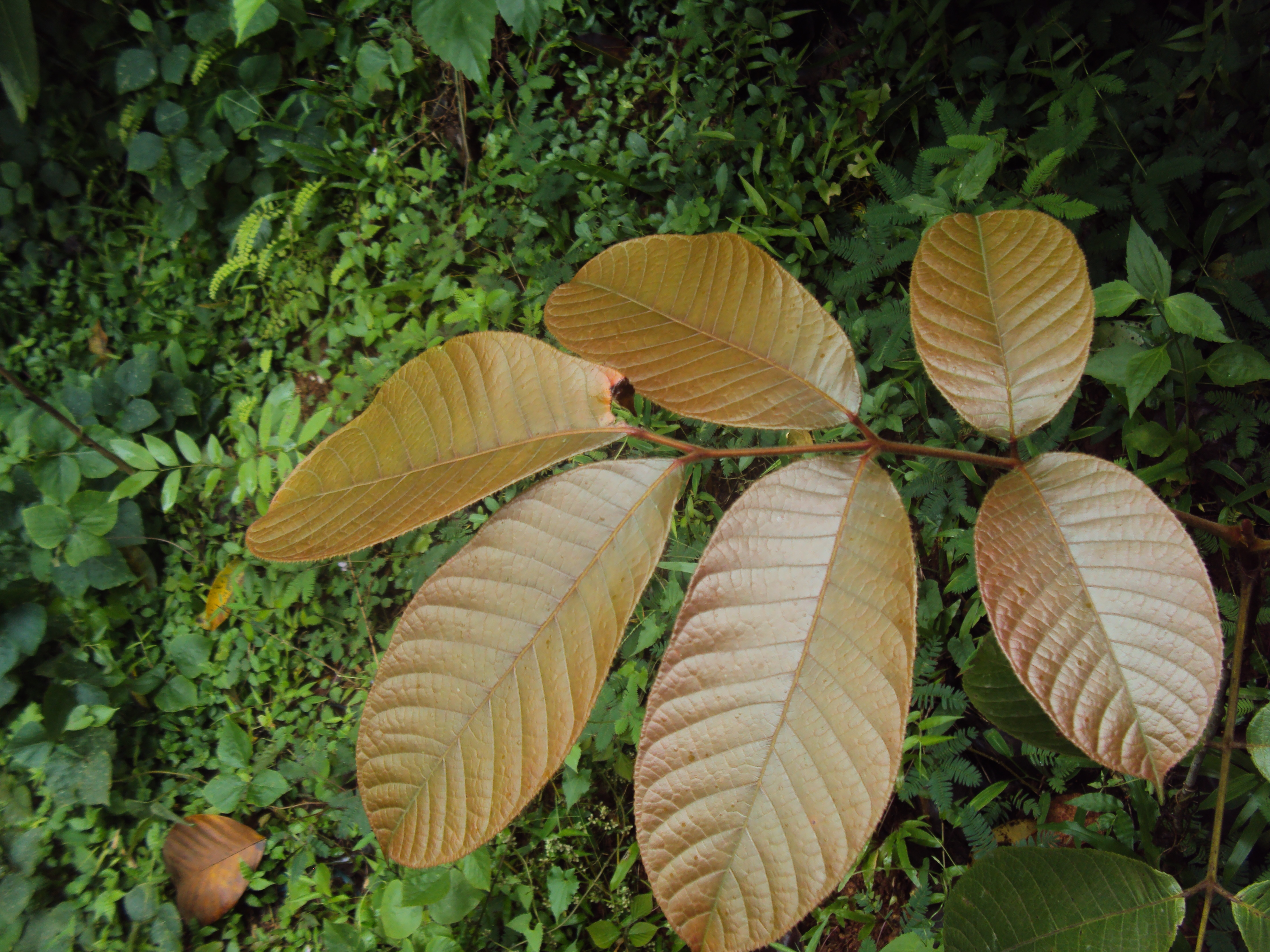
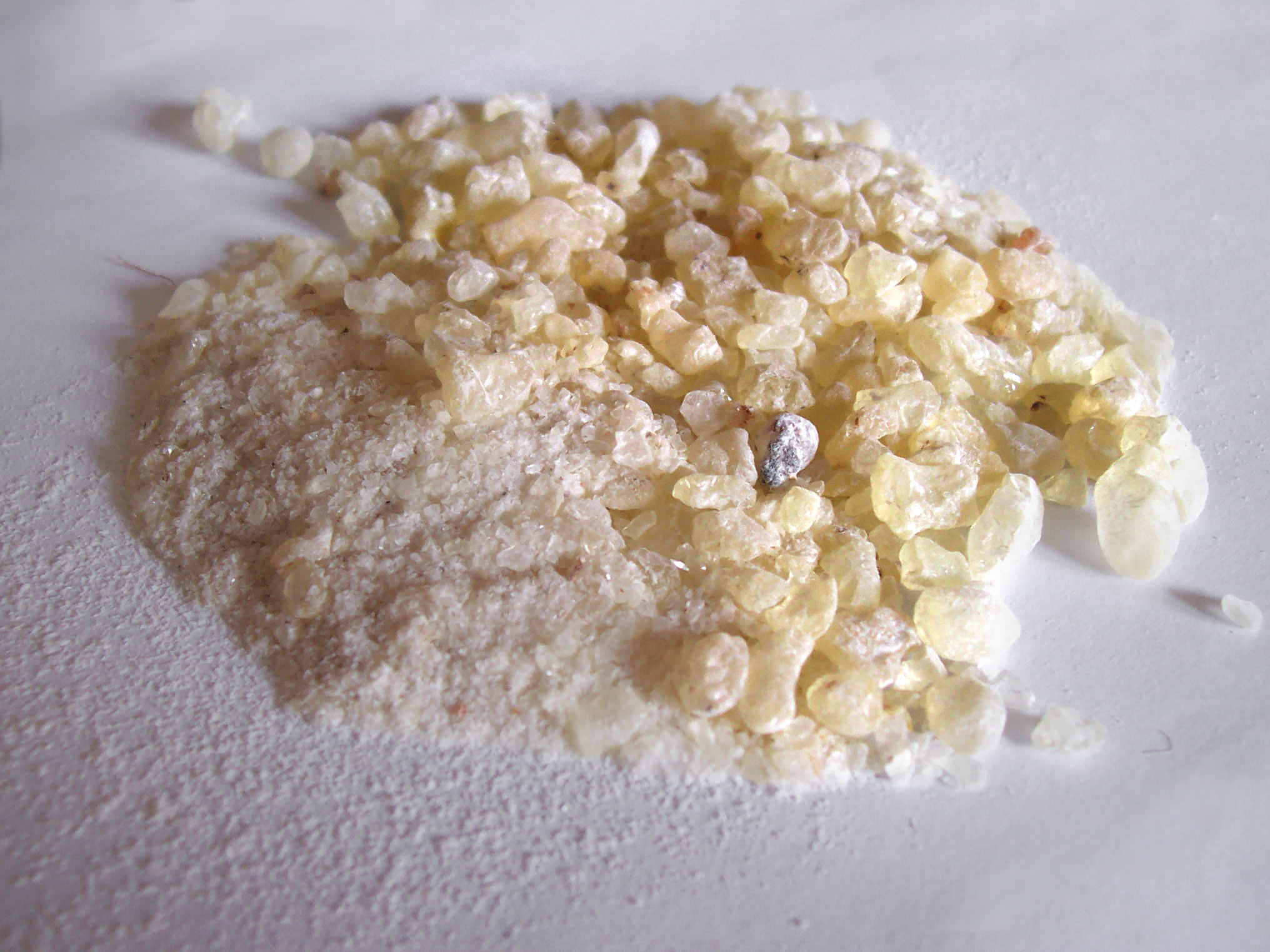